# İbrahim Emet
İbrahim Emet (ur. 15 stycznia 1986 w Ankarze) – turecki siatkarz, grający na pozycji środkowego. 

## Sukcesy klubowe
Puchar Turcji:
- 2017, 2021[4]

Liga turecka:
- 2017, 2018